# Harmil
Harmil ou Hermil est une île inhabitée de la mer Rouge, qui fait partie de l'archipel des Dahlak, en Érythrée (région de Semien-Keih-Bahri).